# Schwedisches Modell
Das Schwedische Modell (auch Skandinavisches Modell oder Nordisches Modell) ist ein Sammelbegriff für die ähnliche Arbeitsmarkt-, Bildungs- und Sozialpolitik der nordischen Länder Dänemark, Norwegen, Finnland, Island und Schweden. Es bildet dort als politisches Konzept die Grundlage der Wohlfahrtsstaaten.

## Geschichte

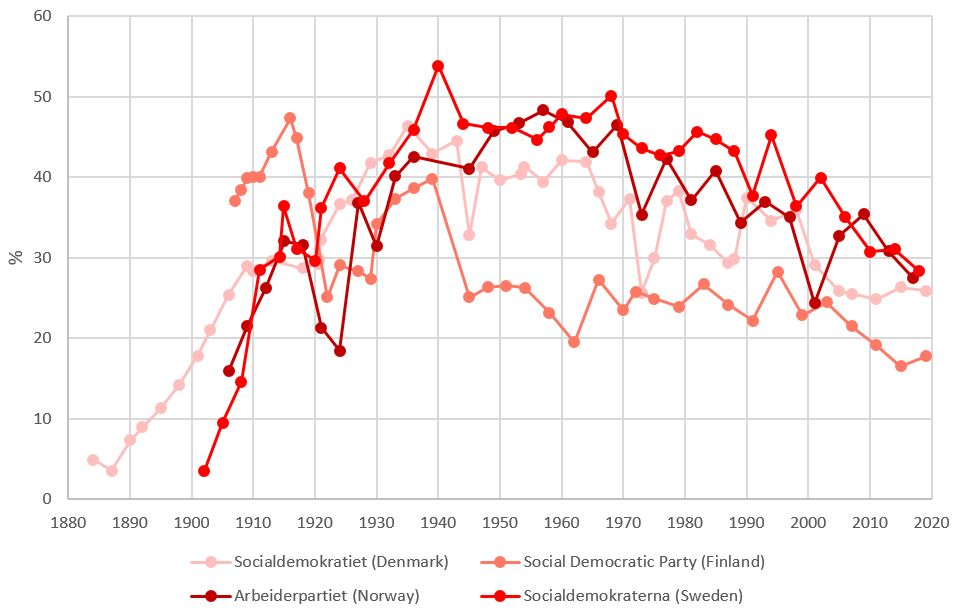
Stimmenanteil der wichtigsten sozialdemokratischen Parteien in Dänemark, Finnland, Schweden und Norwegen.

Das schwedische Gesellschaftssystem und die politische Kultur Schwedens wurde vor allem in den 1970er Jahren unter dem Begriff „Schwedisches Modell“ zusammengefasst. Das schwedische Modell entwickelte sich aber bereits zwischen 1930 und 1970.
Zu Beginn der 1990er Jahre kam es in den skandinavischen Ländern zu einschneidenden Veränderungen und Reformen aufgrund einer schweren Wirtschaftskrise. Die Anfänge der Reformen, die ab 1994 bis etwa 2000 die Grundlagen des Wohlfahrtsstaats erneuerten, wurden maßgeblich vom damaligen sozialdemokratischen Ministerpräsidenten von Dänemark, Poul Nyrup Rasmussen, geprägt. Er setzte in Dänemark eine neue Ausrichtung der Arbeits- und Sozialpolitik um, die Flexicurity genannt wurde und zentral die Beseitigung von Arbeitslosigkeit und Armut ermöglichen sollte.
Die egalitären Ansprüche, die auch des Öfteren unter dem Janteloven zusammengefasst werden, verdecken dabei durchaus erfolgreich, dass Schweden zu den Staaten Europas mit den höchsten Gegensätzen bei der Vermögensverteilung gehört. Die Bereitschaft der Wohlhabenden, sich dementsprechend zurückzunehmen, ist mit eine der Voraussetzungen des Modells.
Es ist umstritten, inwiefern ein „Schwedisches Modell“ oder „Nordisches Modell“ existiert und inwiefern derartige Begriffe eher dem Bereich der Mythen zuzurechnen sind, auf die im Ausland vor dem Hintergrund dortiger Debatten verwiesen wird.

## Politik
Die skandinavischen Länder finanzieren im internationalen Vergleich hohe umfassende Sozialleistungen, eine intensive Bildungspolitik und eine sehr hohe staatliche Forschungsförderung über Steuern. Daraus ergeben sich für die skandinavischen Länder zum einen sehr hohe Staatsquoten (Verhältnis der Staatsausgaben zum Bruttoinlandsprodukt) und zum anderen die Verwirklichung sogenannter Wohlfahrtsstaaten und eine hohe soziale Sicherheit für die Bürger. Norwegen stellt eine Ausnahme dar, da das Land etwa durch die Einnahmen aus der Erdölförderung in der Nordsee über eine niedrigere Staatsquote verfügt.

### Sozialpolitik
- Konsenspolitik: Der politische Entscheidungsprozess in Schweden ist angeblich geprägt vom Willen, in wichtigen Fragen eine so große Übereinstimmung wie möglich zu erreichen. Manchen Beobachtern zufolge sind scharfe politische Auseinandersetzungen im politischen Diskurs Schwedens die Ausnahme.
- Die starke Gesellschaft war ein Schlagwort Tage Erlanders und bezeichnete einen starken öffentlichen Sektor, der soziale Gegensätze und Probleme lösen und damit zum Ausbau der Demokratie beitragen sollte. Die übergreifende Gesellschaftsplanung und die Reformprogramme erforderten auch ein hohes Maß an Zentralisierung. Der öffentliche Sektor Schwedens war Anfang der 1990er Jahre der größte der Welt im Hinblick auf Steuerquote, Anteil am Bruttosozialprodukt und dem prozentualen Anteil der Angestellten im öffentlichen Bereich an der Gesamtzahl der Erwerbstätigen.
- Sozialpartnerschaft: Die Sozialpartnerschaft auf dem Arbeitsmarkt geht auf den historischen Kompromiss von Arbeitgebervertretern und Arbeitnehmervertretern im Abkommen von Saltsjöbaden 1938 zurück. Darin legte man eine Verhandlungsordnung fest und regelte, wie Konflikte auf dem Arbeitsmarkt ohne staatliche Einmischung ausgetragen werden sollen. Dies führte zu starken homogenen Organisationen, die in zentralen Verhandlungen Lohnfragen und andere arbeitsplatzbezogene Fragen regelten.
Nach 1970 haben jedoch die Gegensätze zwischen den Sozialpartnern zugenommen. Anstelle sozialpartnerschaftlicher Verträge haben sozialdemokratische Regierungen durch umfangreiche Gesetzgebungsmaßnahmen den Arbeitsmarkt geregelt. Unterschiedliche Ansichten darüber, wie die hohen Staatsschulden und die für Schweden hohe Arbeitslosigkeit gelöst werden sollten, haben zur Polarisierung beigetragen. Auch die starke Gesellschaft, die auf einem expansiven öffentlichen Sektor baute, wurde mehr und mehr in Frage gestellt. Sie hatte zu einer unübersichtlichen und schwer zu steuernden Bürokratie geführt, die eher als ein Hindernis denn als eine Lösung für wirtschaftliche und soziale Probleme gesehen wurde. Im Zusammenhang damit wurde auch die Zentralisierung in Frage gestellt. Es ist heute ein deutlicher Dezentralisierungsprozess, vor allem in Richtung Gemeinden, zu erkennen.
- Weniger diskutiert ist die Soziale Ingenieurskunst, die, von Gunnar und Alva Myrdal in den 1930er Jahren geformt, große Eingriffe im Privatleben bedeuten konnte. Die schwedischen Programme für Zwangssterilisation wurden bis in die 1970er Jahre fortgeführt. Erst in den 1990er Jahren wurden symbolische Entschädigungen ausgezahlt. Auch die übermäßige Einlieferung von Kindern und Jugendlichen in Zwangspflege ist stark kritisiert worden. Im Nachkriegsschweden hatten bis zu fünf Prozent der Kinder und Jugendlichen einen kürzeren oder längeren Aufenthalt in kinder- und jugendpsychiatrischen Einrichtungen. Der Spiegel sprach 1983 in einem Artikel „Kinder-Gulag“ im Sozialstaat Schweden von „allmächtigen Sozialämtern“.[2]
- Korporativismus: Die großen Interessenvertretungen, und darunter vor allem die Sozialpartner, haben die Möglichkeit, in allen Stadien am politischen Entscheidungsprozess teilzunehmen. Es kommt damit zu einer Integration dieser Organisationen in die staatliche Tätigkeit.
- Wohlfahrtsstaat: Ein wichtiger Aspekt der schwedischen Wohlfahrtspolitik ist, dass die Sozialleistungen universell sind, d. h. ohne Bedarfsprüfung für alle gelten.

### Arbeitsmarktpolitik
- Vollbeschäftigung: Vollbeschäftigung in Kombination mit geringer Inflation und hohem Wirtschaftswachstum war ein weiteres wichtiges Ziel des schwedischen Modells. Dieses Ziel sollte durch eine solidarische Lohnpolitik (mit einer geringen Einkommensdifferenzierung) und eine aktive Arbeitsmarktpolitik erreicht werden. Dabei war die Forderung nach gleichem Lohn für gleiche Arbeit zentral. Man nahm bewusst in Kauf, dass dadurch Unternehmen in Niedriglohnbranchen verdrängt wurden. Die dadurch freigestellten Arbeitskräfte sollten – nach einer eventuellen Umschulung – in Wachstumssektoren überführt werden. Dadurch sollte eine Modernisierung und Effektivisierung der Wirtschaft erreicht werden und damit ein höherer Lebensstandard für die Bevölkerung.

- In Vergessenheit geraten dabei häufig die heute etwa vom schwedischen Publizisten Johan Norberg und Wirtschaftsführern wie den Wallenbergs betonten liberalen Aspekte des Modells, die das „Schwedische Modell“ bis in die 1960er Jahre zu einem Vorbild machten (siehe Literatur).

- Das Recht der Frau auf Lohnarbeit ergänzte das Schwedische Modell in den 1960er Jahren. Die Gesellschaft übernahm die Fürsorge für die Kinder, um den Frauen die Lohnarbeit zu ermöglichen, und dadurch deren soziale Position zu verändern. Auch wenn diese Politik durch die Vereinbarkeit von Familie und Beruf zu einer deutlichen Veränderung der Situation der Frauen geführt hat, bedeutet das nicht, dass sie gleiche Löhne oder gleichen wirtschaftlichen und politischen Einfluss wie die Männer erreicht haben.

### Steuerpolitik
Im internationalen Vergleich ist die Steuerbelastung der Arbeitnehmer in den skandinavischen Ländern mit bis zu 56 % (Spitzensteuersatz im progressiven Einkommensteuersystem in Schweden) sehr hoch. Dies gilt jedoch lediglich für Arbeitseinkommen. Gleichzeitig werden in einem System der dualen Einkommensbesteuerung Einkünfte aus Kapitalbeteiligungen an Unternehmen mit einem deutlich niedrigeren, proportionalen Steuersatz belastet, um die Standortattraktivität für Investitionen zu erhöhen.

## Verhältnis der Staatsausgaben zum Bruttoinlandsprodukt der nordischen Länder (2022)
- Dänemark 44,9 %[3]
- Finnland 55,3 %[4]
- Island 47,5 %[3]
- Norwegen 38,5 %[3]
- Schweden 47,3 %[3]

## Verhältnis der Staatsausgaben zum Bruttoinlandsprodukt von deutschsprachigen Ländern (2022)
- Deutschland 48,5 %[4]
- Luxemburg 47,5 %[4]
- Österreich 51,3 %[4]
- Schweiz 31,5 %[3]